# 佐分利重隆
佐分利 重隆（さぶり しげたか、生没年不詳）は、安土桃山時代から江戸時代初期にかけての武将。佐分利流槍術の始祖。

## 経歴・人物
佐分利氏は若狭国大飯郡佐文郷（のち佐分利村）を本貫とする氏族。
越前国出身。伊勢国安濃津城主富田信高の家臣となり、中条流の流れを汲む富田午生に師事して富田流槍術を学び、自ら一派「佐分利流」を起こした。弟子に養子の佐分利重可、佐分利重賢など。関ヶ原の戦いでは東軍に属した信高に従い、援軍の古田重勝に仕える兄とともに津城籠城戦で奮戦し、西軍撃退に大いに貢献した。のち姫路藩主池田輝政に兄弟で仕官。島原の乱では敵の本陣にまで迫る活躍をするが、兄・成忠が討死している。